# БТР-3М2
БТР-3М2 — український 120-мм самохідний міномет, розроблений на базі бронетранспортера БТР-3Е1.

## Історія
Про розробку 120-мм самохідного міномета на базі БТР-3 стало відомо у 2011 році, у листопаді 2013 року перший БТР-3М2 був представлений на полігоні та виконав стрільби бойовими мінами.
26 липня 2014 року на полігоні у навчальному центрі Національної гвардії України у Нових Петрівцях були представлені нові зразки озброєння та техніки, що планується поставити до Національної гвардії. Серед представлених зразків був один БТР-3М2.
У серпні 2014 року генеральний директор Укроборонпромому Роман Романов повідомив в інтерв'ю, що в наявності у концерну є два самохідні міномети БТР-3М2, які можуть бути передані Міністерству оборони України для проведення державних випробувань або відправлені безпосередньо до військ.

## Опис
Екіпаж БТР-3М2 складається з чотирьох осіб: командира машини, водія, навідника та заряджальника.
Озброєння БТР-3М2 включає:
- 120-мм міномет з оптико-механічним прицілом (боєкомплект — 40 мін, складених горизонтально в стелажах по лівому та правому борту).[1] Опорна плита міномета закріплена зовні корпусу (що дозволяє використовувати міномет окремо від бронемашини).[16]
- 12,7-мм кулемет НСВТ з коліматорним прицілом К-10Т (боєкомплект 300 набоїв)[1] — відкрито встановлений у передній частині бронемашини.[17]
- Пристрій 902 «Туча» для відстрілу 81-мм димових гранат (боєкомплект шість димових гранат)/

БТР-3М2 оснащений радіостанцією.

## Оператори
- Таїланд — 8 БТР-3М2 станом на 2022 рік[18] (влітку 2011 року було підписано контракт на постачання для збройних сил Таїланду «бронетранспортерів БТР-3Е1 та машин підтримки на їх базі»[19][13], відповідно до якого навесні 2013 року до Таїланду було поставлено чотири БТР-3М2[2][3], у 2014 році — ще два БТР-3М2[4], у 2015 році — один БТР-3М2[5][6] та у 2016 році — ще один БТР-3М2[7])